# فندق فيرمونت نورفولك

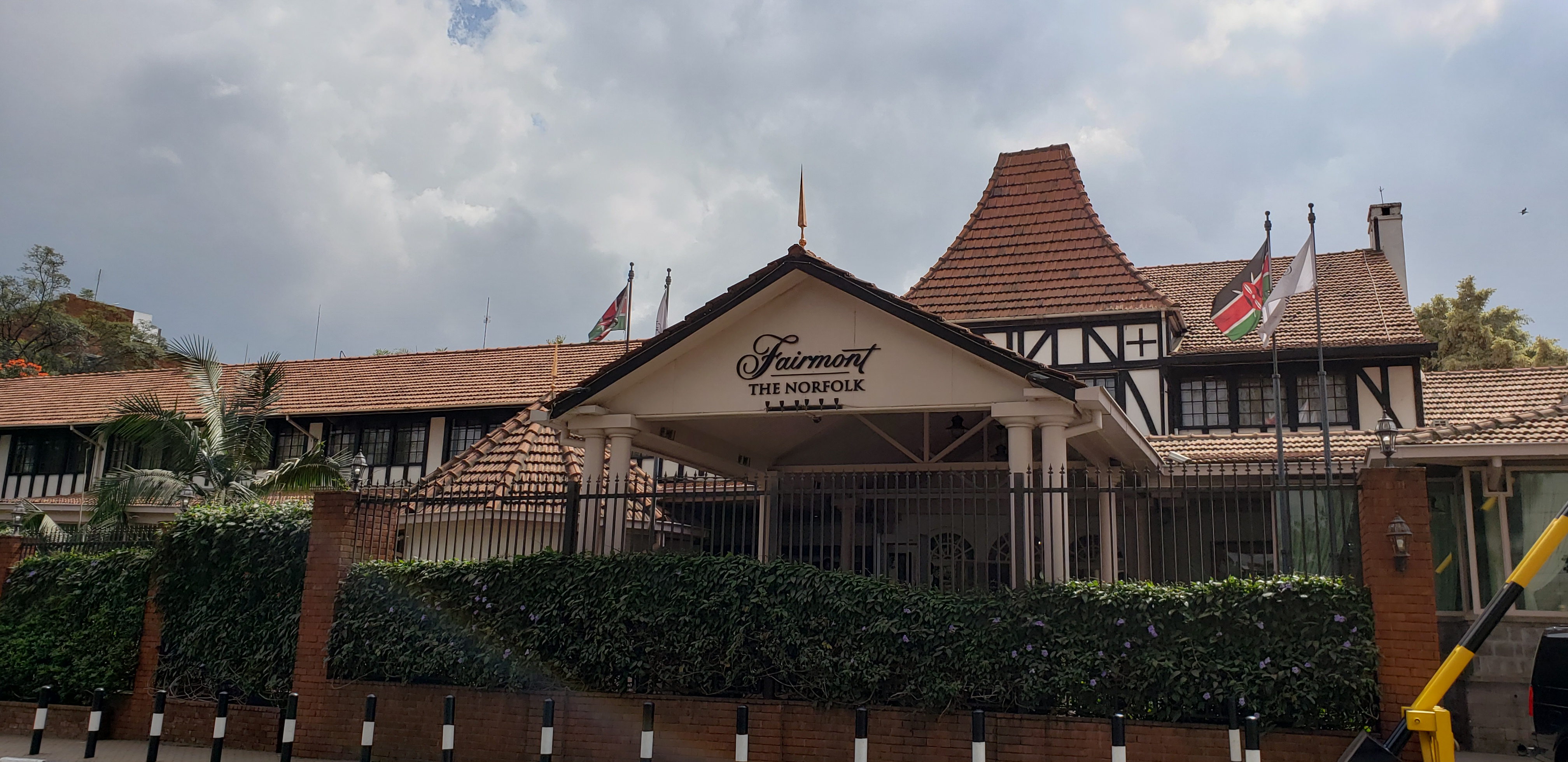
المدخل الأمامي لفندق فيرمونت نورفولك

فيرمونت نورفولك هو فندق تاريخي في نيروبي، كينيا، تديره سلسلة فنادق ومنتجعات فيرمونت الفاخرة. يضم الفندق 170 غرفة وثلاثة مطاعم، ويتألف من خمسة مبانٍ رئيسية، يتراوح ارتفاع كل منها بين طابق وطابقين. يتميز الفندق بطراز معماري مميز يسمى تيودور، والذي حافظ على هويته منذ بنائه الأصلي.

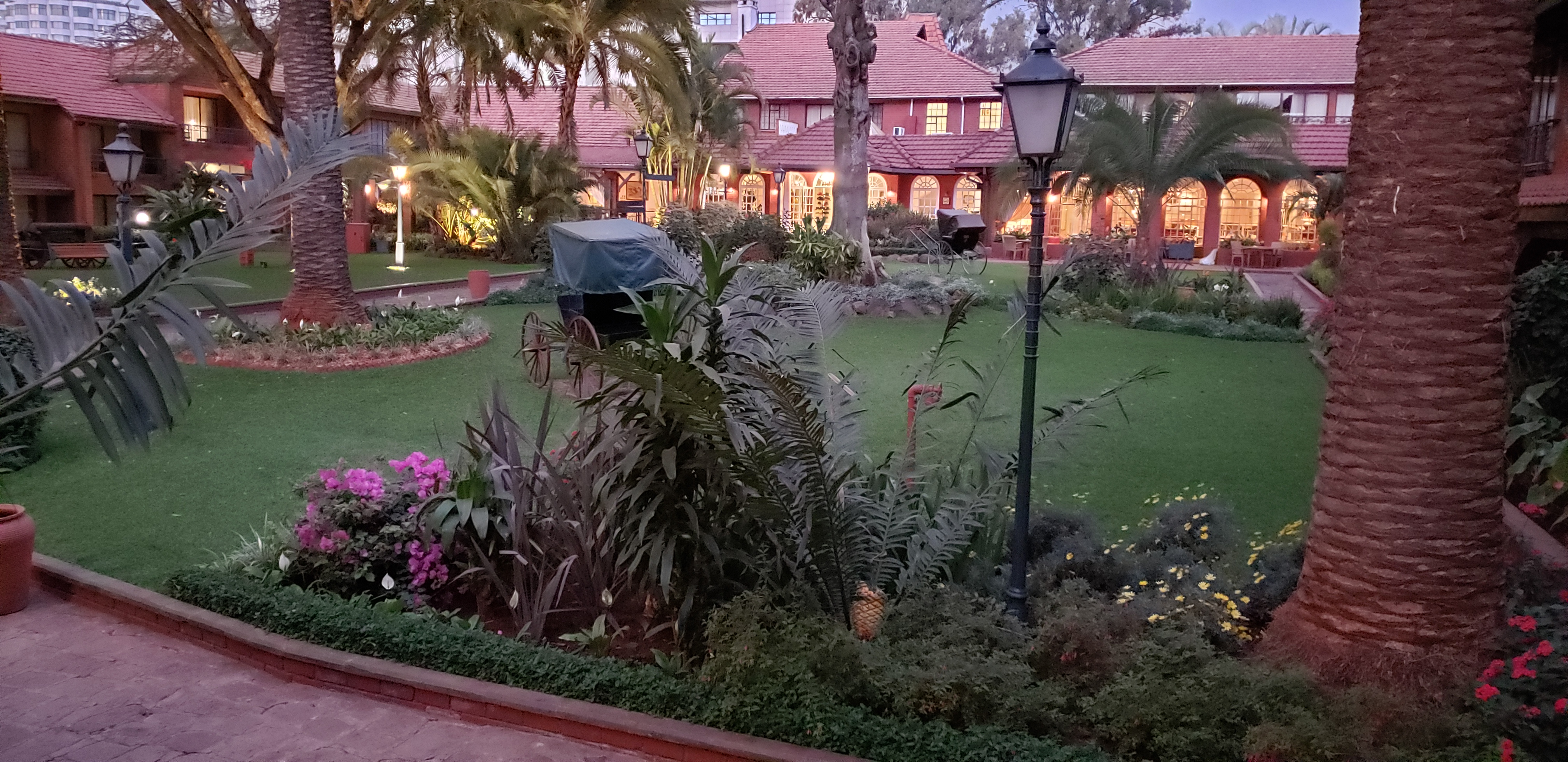
حديقة الفندق

## تاريخه
- بُني الفندق على يد الرائد سي جي آر رينجر وآر. أيلمر واينيرلز، وفُتحت أبوابه في 25 ديسمبر 1904 للمستوطنين الأوائل الباحثين عن ملاذ من ظروف كينيا القاسية. روّج الفندق لنفسه على أنه الفندق الوحيد المبني من الحجر والمُسقوف بالبلاط في شرق أفريقيا، ويضم 40 غرفة، وغرفة بلياردو، وطاهٍ فرنسي.[1][2] كان الفندق بمثابة المعسكر الأساسي للمستكشفين الأفارقة الأوائل الذين غامروا بزيارة ماساي مارا وساحل كينيا ووادي الصدع العظيم.[3] كما خدم الفندق أيضًا كمركز للصيادين المشهورين.[2]
- أقام اللواء روبرت بادن باول هنا في فبراير 1906.[2]
- في عام 1909، أقام ثيودور روزفلت في نورفولك قبل وبعد رحلة السفاري الشهيرة التي قام بها، عقب تقاعده كرئيس الولايات المتحدة السادس والعشرين. ومن بين الضيوف الآخرين في عام 1909 اللورد كاردروس وتشيري كيرتون.[2]
- تمت إضافة ثلاثين غرفة إضافية في عام 1913، بما في ذلك مدخل أمامي مقوس وشرفة بها شرفة.[2]
- استخدم الأخ فون بليكسن فينيكي الفندق كقاعدة.[4][2]
- في عام 1923، اشترت شركة "WHE Edgley" الفندق. ثم في عام 1927، اشترته شركة "Abraham Block"، مما ساهم في تأسيس سلالة فنادق "Block"، واتخذت من نورفولك مقرًا لها.[2]
- تأسست جمعية الصيادين المحترفين في شرق أفريقيا في اجتماع عقد في الفندق عام 1934.
- أقام آلان مورهد في الفندق في عام 1958 أثناء قيامه بالبحث في كتبه عن النيل.[2]
- تم توسيع الفندق إلى 170 غرفة في عام 1972.[2]
- أقامت القطعة المتحفية الشهيرة "ثلاثي النقل" منزلها في نورفولك في عام 1973، وهي تجمع بين آليات النقل المرسومة يدويًا، والمرسومة بواسطة الحيوانات، والآليات التي تعمل بالدفع الآلي، بما في ذلك سيارة فورد موديل A رودستر التي لا تزال موجودة في الممتلكات حتى يومنا هذا.
- في 23 ديسمبر/كانون الأول 1980، حجز رجل يُدعى مرادي أكالي غرفةً في الفندق. وظلّ في غرفته طوال فترة إقامته، فقام بزرع قنبلة في غرفته بالفندق التي أخلاها قبل الانفجار، الذي وقع الساعة 8:30 مساءً ليلة 31 ديسمبر/كانون الأول. انفجرت القنبلة، مما أسفر عن مقتل العديد من الأشخاص وتدمير الجناح الغربي بالكامل. وكان من المقرر أن يُقام احتفال ليلة رأس السنة في الفندق بعد ثلاث ساعات من وقوع الانفجار.[5]
- تم تجديد المبنى بعد القصف، وبحلول عام 1981، ارتفع الجناح الغربي إلى الطابق الأول، وأُعيد تبليط السقف، بالإضافة إلى إضافة مطعم جديد وقاعة رقص وقاعتين للمناسبات، بحلول عام 1982. ظهر الفندق في فيلم " خارج أفريقيا " عام 1985، بطولة ميريل ستريب وروبرت ريدفورد. في عام 1989، أصبح الفندق تحت ملكية تيني رولاند، وأصبح جزءًا من إمبراطورية فنادق سيجنت. أدت عمليات التجديد خلال هذه الفترة إلى زيادة عدد غرف الفندق إلى 167 غرفة، بالإضافة إلى تحسين الاستقبال، ومطعم إيبيس، وغرفة بايونير، بالإضافة إلى مركز أعمال جديد ومتجر هدايا.
- في عام 2004، استحوذت شركة "كينجدوم هوتيل إنفستمنتس" على الفندق، ووُضع تحت إدارة شركة "فيرمونت هوتيلز آند ريزورتس". وفي عام 2020، بِيعَ الفندق لشركة "تشودري" الاستثمارية النيبالية، قبيل تفشي جائحة كوفيد-19 في البلاد.[5]ردهة الفندق

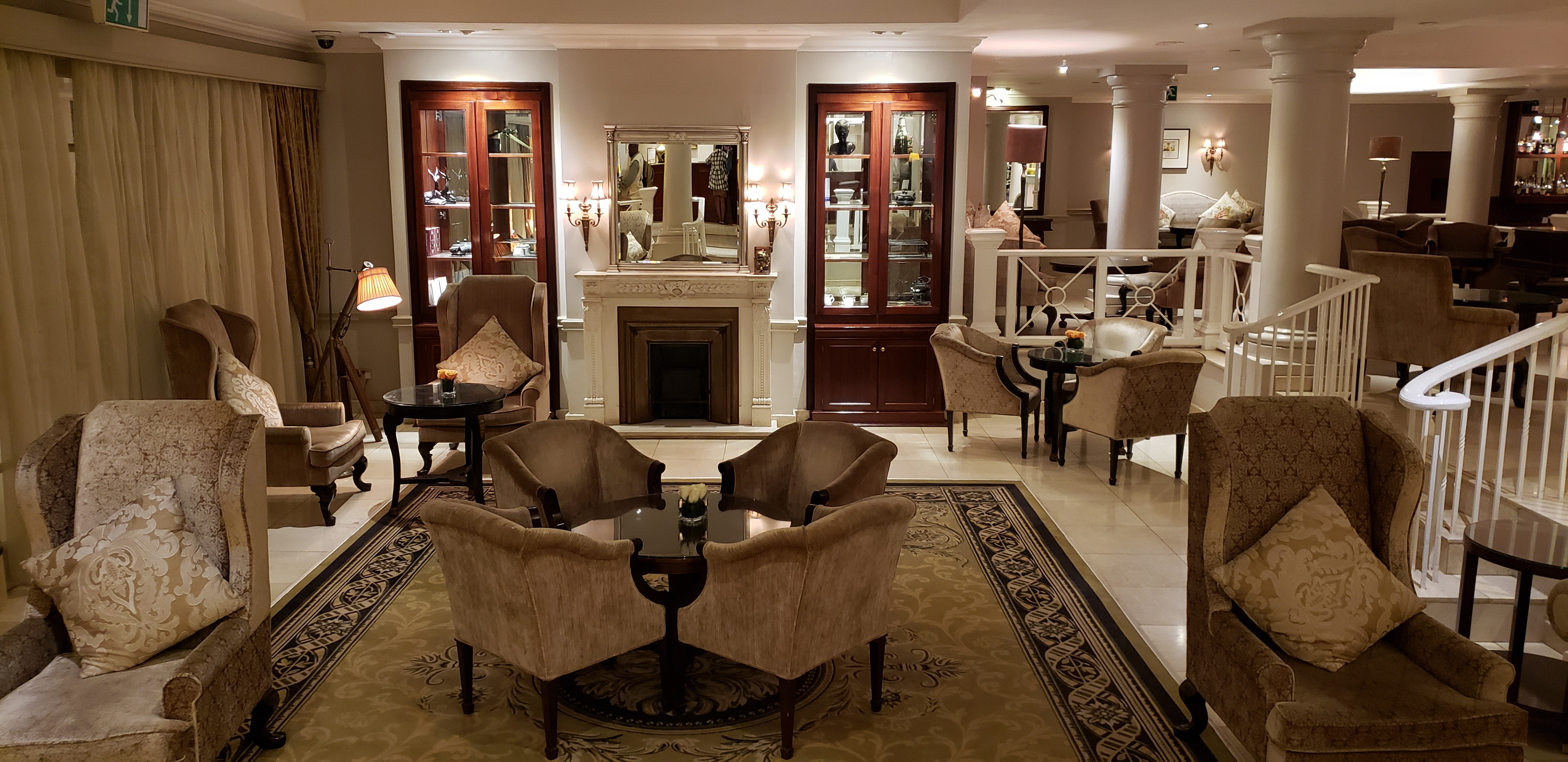
ردهة الفندق

## الضيوف المشهورين
منذ افتتاحه، استقبل الفندق عددًا كبيرًا من الضيوف البارزين بما في ذلك: والتر شيرا، وديفيد نيفن، وريتشارد بيرتون، ووالتر كرونكايت، وبيليه، وجيمس ستيوارت، ومايكل كين، وبيتر أوستينوف، كاري فيشر، بول سيمون، جاكي ستيوارت، مايكل لاندون، سالي فيلد، ميك جاغر، روبرت ريدفورد، جيمس ماكدفيت، كوفي أنان، وجيمس إيرل جونز، وسارة دوقة يورك.

## موقعه
يقع فندق فيرمونت نورفولك على طريق هاري ثوكو، على مساحة 4 أفدنة. يضم الفندق حديقة استوائية خاصة. يقع الفندق بالقرب من أهم المعالم السياحية الكينية، بما في ذلك المتاحف الوطنية الكينية، والمسرح الوطني الكيني، والمركز الثقافي الفرنسي، والمركز الثقافي الألماني، ومنتزه نيروبي الوطني، ومركز الزرافات، ودار أيتام كارين بليكسن وشيلدريكس للأفيال.

## وسائل الراحة
يضم الفندق خمسة منافذ للمأكولات والمشروبات، بما في ذلك:
- تاتو: مطعم شرائح لحم أمريكي يقدم شرائح اللحم والمأكولات البحرية.
- تراس لورد ديلامير: مطعم فندقي يقدم المأكولات الكلاسيكية والكوكتيلات
- بار سين سين: بار نبيذ يحمل علامات تجارية عالمية

ويضم الفندق أيضًا مركزًا للصحة واللياقة البدنية، ومسبحًا مدفأً في الهواء الطلق، ومركزًا لرجال الأعمال مع إمكانية الوصول إلى الإنترنت، ومتجرًا للهدايا.